# 岩木城
岩木城（いわきじょう）は、富山県富山市岩木に在った日本の城。岩木砦とも呼ばれる。

## 規模
神通川に面した河岸段丘上（標高80m）に築かれた山城であり、対岸には越中国城生城が建つ。川に面した城の西側は断崖となっており、他の三方は土塁によって防備されていた。『越登賀三州志』によれば、一辺が8間（約145m）の正方形の郭と南北8間、東西6間（約110m）の郭で構成されていたようである。近年の調査では、郭の周囲に二重の空堀を巡らせていたことが明らかになっている。

## 歴史
元亀3年（1572年）、元は飛騨国の人でその勢力を神通川に沿って徐々に越中国へと拡大して越中国猿倉城主となっていた塩屋秋貞が、斎藤信利が拠る越中国城生城を攻略する為にその向城として築いた。信利は上杉謙信に救援を求め、結果秋貞は退却した。
天正4年（1576年）、上杉勢に攻め落とされたと云う。その後、杉政三郎右衛門なる者が拠ったと云うが、彼がどの勢力に属していたかは上杉方、斎藤方、塩屋方と史料によって全く違っており、断言するのは困難である。
同6年（1578年）、秋貞が織田信長に下り、岩木城主となるが、上杉方の越中国津毛城主村田大炊介（村田「修理亮」秀頼か）に攻められて飛騨国へ追い返された（『越登賀三州志』）。同11年（1583年）3月、秋貞が城生城を攻めるも上杉方の援軍の到着により退却。これを追撃した上杉勢によって射殺された。同年8月、城生城が織田方の佐々成政、神保氏張によって包囲されて落城。これによって岩木城もその存在価値を失くしたと云え、事実上この時期に廃城となったと思われる。